# Bahnstrecke Yevlax–Xankəndi
| Streckenlänge: | 105 km                   |                                     |                                     |
| Spurweite: | 1524 mm (Russische Spur) |                                     |                                     |
| |                          |                                     |                                     |
| \| \| \| Bahnstrecke Poti–Baku von Baku \| \| \| \| 0 \| Yevlax \| Yevlax \| \| \| \| Bahnstrecke Poti–Baku nach Georgien \| \| \| \| \| Zweite Bahnstrecke nach Xankəndi \| \| \| \| \| Qaraməmmədli \| \| \| \| 32 \| Bərdə \| Bərdə \| \| \| \| Köçarli \| \| \| \| \| Qaymaq \| \| \| \| 50 \| Təzəkənd \| Təzəkənd \| \| \| \| Bașqarvend \| \| \| \| \| \| \| \| \| \| Karadağlə (Bergwerk) \| \| \| \| 78 \| Ağdam \| Ağdam \| \| \| 85 \| Așağa-Kișbaq \| Așağa-Kișbaq \| \| \| 92 \| Əsgəran \| Əsgəran \| \| \| 99 \| Xocalı (Chodschali) \| Xocalı (Chodschali) \| \| \| 105 \| Xankəndi \| Xankəndi \| \| \| \| \| \| \| Quellen: Robinson, Taf. 49, 59; Open railway map \| \| \| \| |                          |                                     |                                     |
| Strecke |                          | Bahnstrecke Poti–Baku von Baku      | Bahnstrecke Poti–Baku von Baku      |
| Bahnhof | 0                        | Yevlax                              | Yevlax                              |
| Abzweig geradeaus und nach rechts |                          | Bahnstrecke Poti–Baku nach Georgien | Bahnstrecke Poti–Baku nach Georgien |
| Abzweig geradeaus und ehemals nach rechts |                          | Zweite Bahnstrecke nach Xankəndi    | Zweite Bahnstrecke nach Xankəndi    |
| ehemaliger Bahnhof |                          | Qaraməmmədli                        | Qaraməmmədli                        |
| Bahnhof | 32                       | Bərdə                               | Bərdə                               |
| Kopfbahnhof Strecke ab hier außer Betrieb |                          | Köçarli                             | Köçarli                             |
| Bahnhof (Strecke außer Betrieb) |                          | Qaymaq                              | Qaymaq                              |
| Bahnhof (Strecke außer Betrieb) | 50                       | Təzəkənd                            | Təzəkənd                            |
| Bahnhof (Strecke außer Betrieb) |                          | Bașqarvend                          | Bașqarvend                          |
| Abzweig geradeaus und nach links (Strecke außer Betrieb) · Strecke von rechts (außer Betrieb) |                          |                                     |                                     |
| Strecke (außer Betrieb) · Betriebs-/Güterbahnhof Streckenende (Strecke außer Betrieb) |                          | Karadağlə (Bergwerk)                | Karadağlə (Bergwerk)                |
| Bahnhof (Strecke außer Betrieb) | 78                       | Ağdam                               | Ağdam                               |
| Bahnhof (Strecke außer Betrieb) | 85                       | Așağa-Kișbaq                        | Așağa-Kișbaq                        |
| Bahnhof (Strecke außer Betrieb) | 92                       | Əsgəran                             | Əsgəran                             |
| Bahnhof (Strecke außer Betrieb) | 99                       | Xocalı (Chodschali)                 | Xocalı (Chodschali)                 |
| Kopfbahnhof Streckenende (Strecke außer Betrieb) | 105                      | Xankəndi                            | Xankəndi                            |
| |                          |                                     |                                     |
| Quellen: Robinson, Taf. 49, 59; Open railway map |                          |                                     |                                     |

Die Bahnstrecke Yevlax–Xankəndi gehört zum Netz der Aserbaidschanischen Eisenbahn (ADY), der Staatsbahn von Aserbaidschan. Sie ist heute nur noch in ihrem nördlichen Abschnitt in Betrieb.

## Geografische Lage
Die Strecke ist eine Stichstrecke und zweigt im Bahnhof von Yevlax in südlicher Richtung von der Bahnstrecke Poti–Baku ab. Zwischen den ehemaligen Bahnhöfen Ağdam und Așağa-Kișbaq quert die Strecke die Waffenstillstandslinie zwischen Aserbaidschan und der international nicht anerkannten Republik Arzach.

## Geschichte
Eine erste Eisenbahn in dieser Verbindung soll eine Schmalspurbahn in der Spurweite von 914 mm gewesen sein, die von Yevlax nach Şuşa führte. Deren Bau begann kurz vor dem Ausbruch des Ersten Weltkriegs. Die Quellenlage dazu, ob und wenn ja wie weit sie wann in Betrieb ging ist aufgrund des Krieges und der folgenden Oktoberrevolution unklar.
1942 oder 1962 ging die Strecke zwischen Yevlax und Bərdə in russischer Breitspur in Betrieb. Ob es sich dabei um einen kompletten Neubau handelte oder die Schmalspurstrecke umgespurt wurde, ist ebenfalls unklar. Der Abschnitt Bərdə–Ağdam folgte 1967, die Verlängerung bis Xankəndi 1978.
Der Abschnitt zwischen Ağdam und Xankəndi wurde 1990 der russischen Armee unterstellt und mit dem Beginn kriegerischer Auseinandersetzungen zwischen Armenien und Aserbaidschan der Verkehr hier im März 1992 eingestellt. In Folge der armenischen Besetzung von Ağdam 1993 wurde auch der Verkehr zwischen Köçarli (südlich von Bərdə) und Ağdam aufgegeben.
Nach dem Krieg um Bergkarabach 2020 erhielt Aserbaidschan die Kontrolle über Ağdam im November zurück. Seit Dezember 2020 ertüchtigt die ADY die Strecke zwischen Bərdə und Ağdam mit dem Ziel, den Betrieb dort wieder aufzunehmen. Dazu sind zwei Bauabschnitte gebildet. Bahnhöfe und Strecke müssen überwiegend neu errichtet werden. Insgesamt ist der Bau von 127 Ingenieurbauwerken erforderlich, darunter drei Brücken und 23 niveaugleiche Bahnübergänge. Bahnhöfe sollen Küçarli, Təzəkənd und Ağdam erhalten und auch der Bahnhof von Bərdə wird neu gebaut. Die Arbeiten sollen 2023 abgeschlossen werden.

## Infrastruktur
Die Bahnstrecke ist in der in Aserbaidschan üblichen russischen Breitspur von 1524 mm ausgeführt, eingleisig und nicht elektrifiziert.